# Bauhinia racemosa
Bauhinia racemosa är en ärtväxtart som beskrevs av Jean-Baptiste de Lamarck. Bauhinia racemosa ingår i släktet Bauhinia och familjen ärtväxter. Inga underarter finns listade i Catalogue of Life.
Från växten erhålls så kalla apta- eller maloobast som används för tillverkninga av rep, nät och andra vävnader.

## Bildgalleri

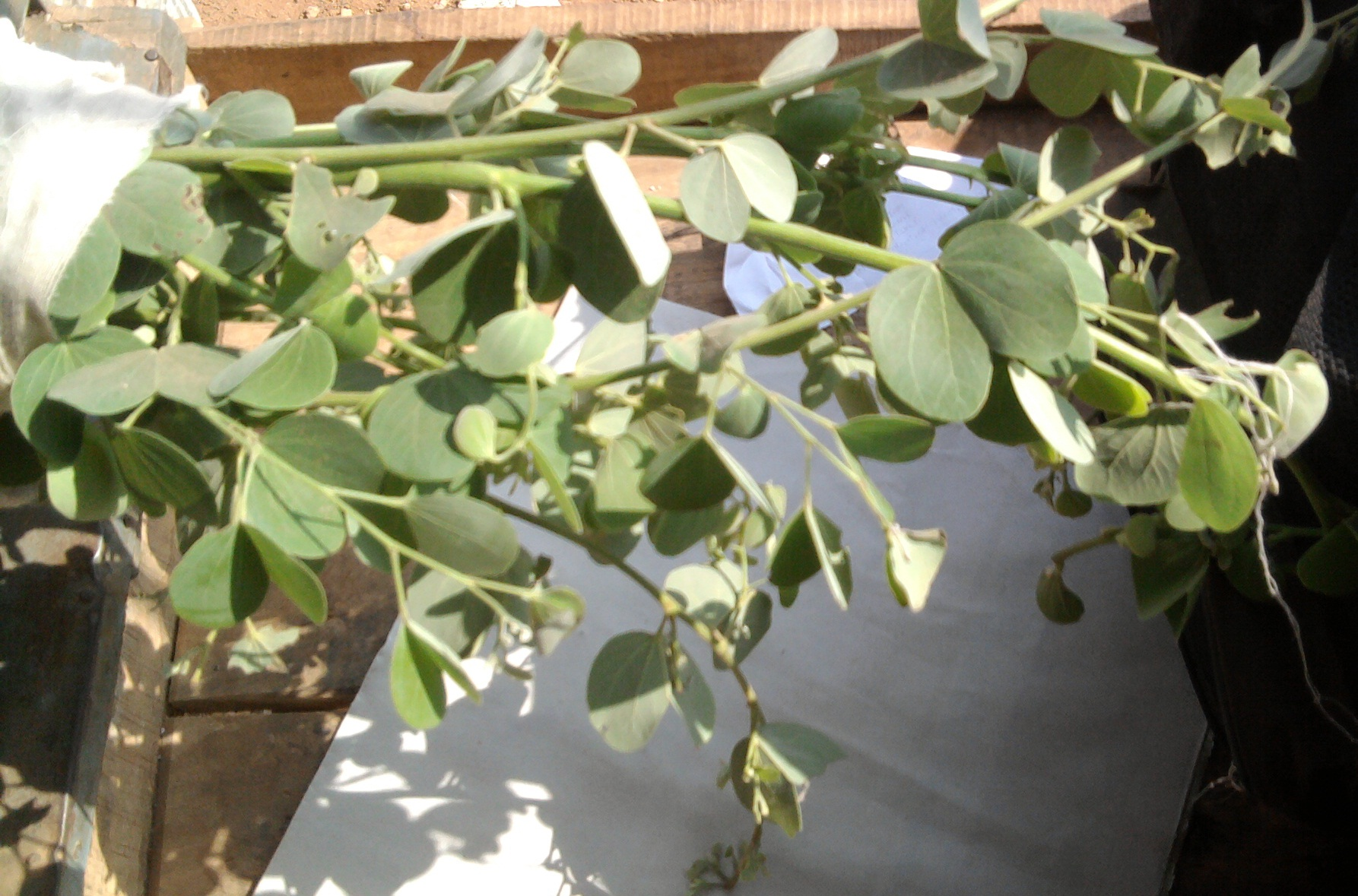
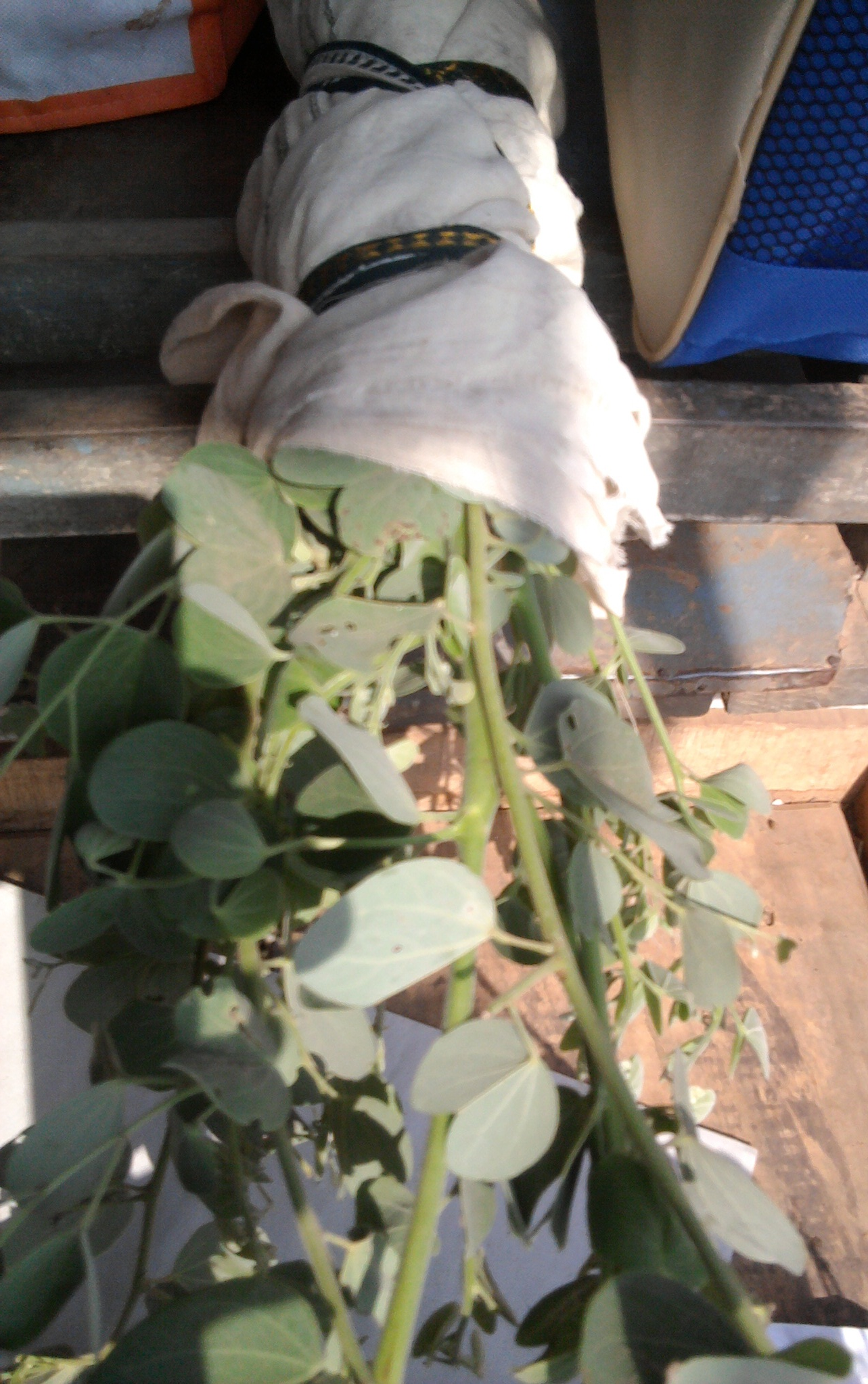
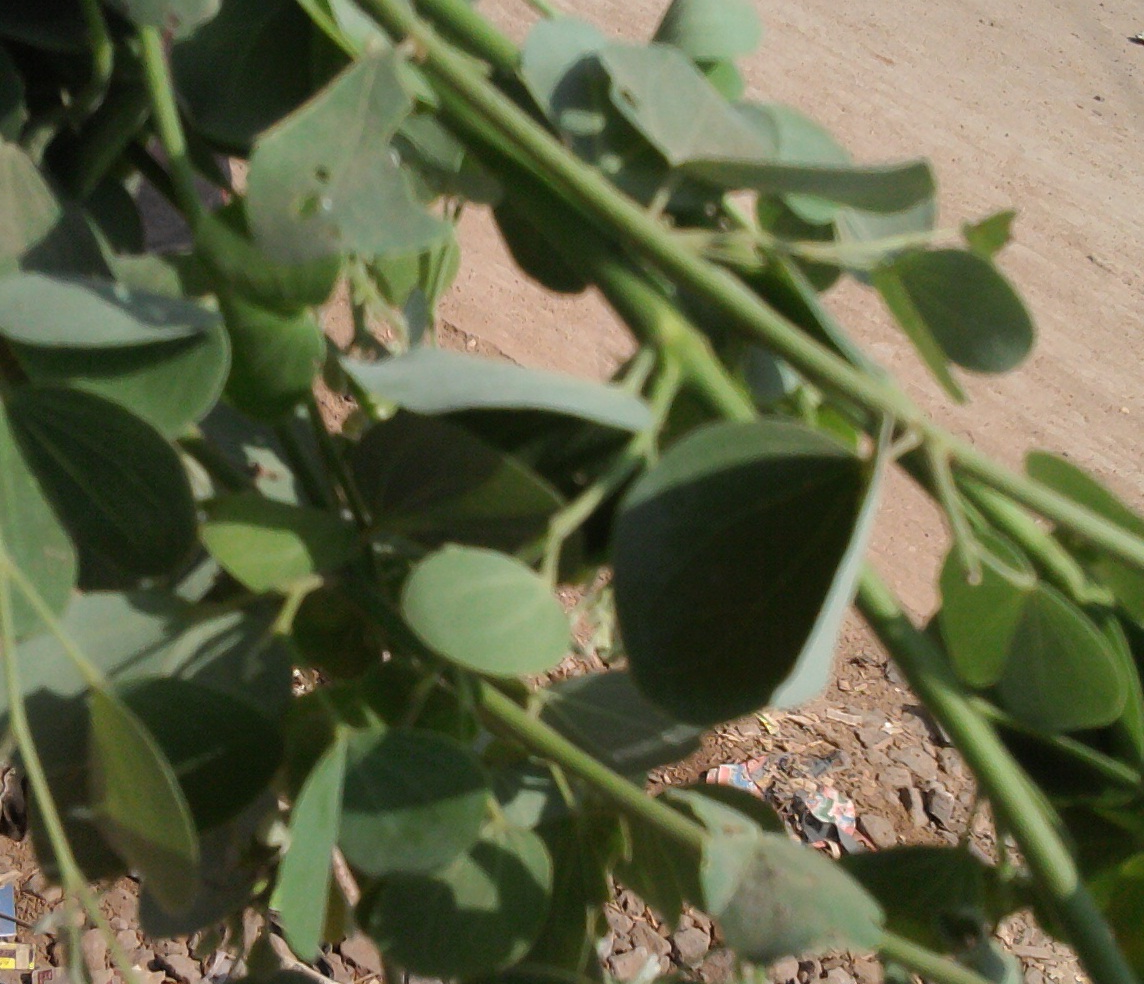
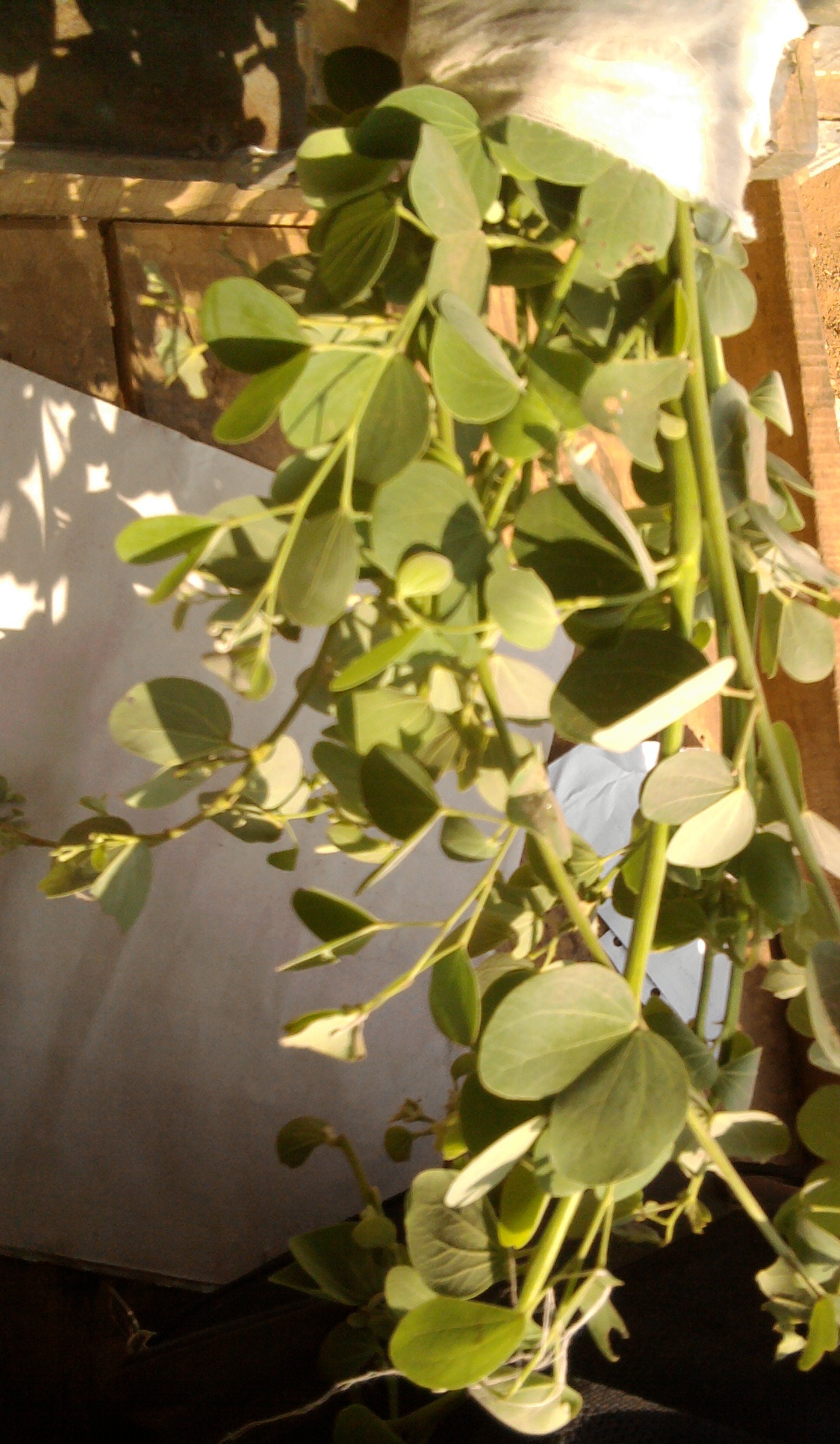
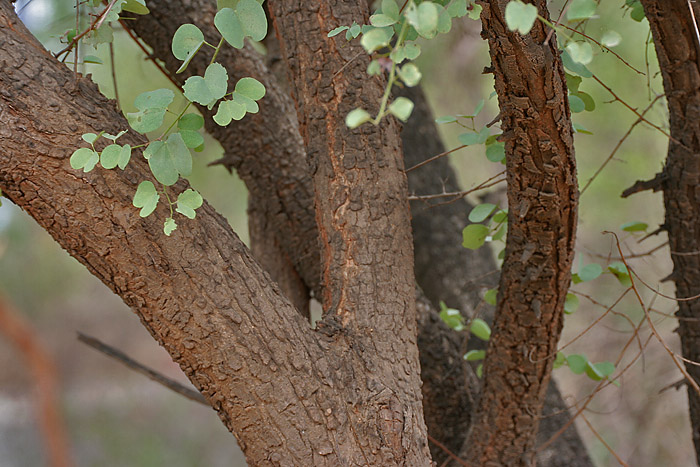
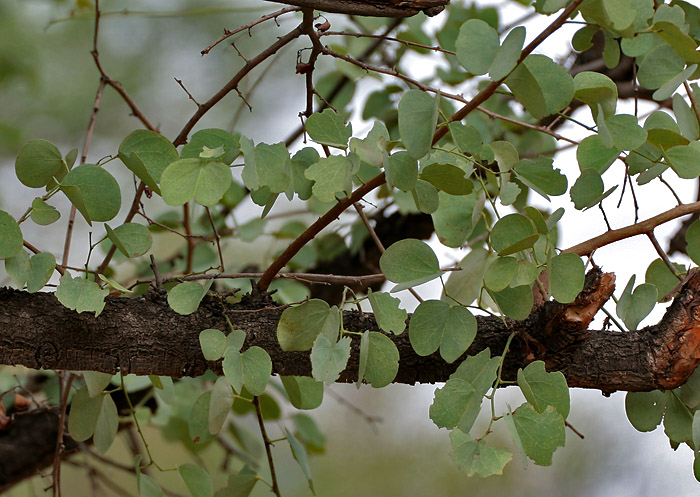